# Нежный, Игорь Анатольевич
Игорь Анатольевич Нежный (род. 9 января 1948, Москва, РСФСР, СССР) — советский и российский театральный художник, народный художник Российской Федерации (2024).

## Биография
Родился 9 января 1948 года в Москве. В 1970 году окончил постановочный факультет Школы-студии МХАТ, где учился вместе с художницей Татьяной Тулубьевой, с которой работает в паре на протяжении всей своей карьеры.

## Творчество
С 1972 года они являются членами Союза художников России. В 1995 году Игорь Нежный и Татьяна Тулубьева работали над декорациями и костюмами балета «Последнее танго» на музыку Астора Пьяцоллы для Большого театра. За эту работу они были удостоены премии Правительства Москвы в области культуры.
С 1996 года являются главными художниками театра «Геликон-опера» в Москве, оформив за это время более пятидесяти спектаклей. Они также сотрудничают с музыкальными театрами Новосибирска, Перми, Красноярска, Санкт-Петербурга и Минска. В 1997 году стали обладателями премии «Золотая маска» за работу над оперой «Царская невеста». В 2000 году Игорь Анатольевич был удостоен звания «Заслуженный художник Российской Федерации». В 2024 году ему было присвоено почётное звание «Народный художник Российской Федерации».
За годы творческой карьеры оформили более 200 постановок в различных жанрах, включая балет и оперетту. Работы Игоря Нежного и Татьяны Тулубьевой находятся в различных музеях и частных коллекциях России и Италии. 

## Награды и звания
- Народный художник Российской Федерации  (21 мая 2024 года) — за большие заслуги в области изобразительного искусства[1]
- Заслуженный художник Российской Федерации (4 июля 2000) — за заслуги в области искусства[5]
- Премия губернатора Свердловской области (2022) — за выдающиеся достижения в области литературы и искусства[6]
- Премия «Золотая маска» (1997)
- Премия правительства Москвы в области культуры (1995)